# Bloody Wednesday
Bloody Wednesday é um filme de suspense de 1988 dirigido por Mark G. Gilhuis e estrelado por Raymond Elmendorf, Pamela Baker e Jeff O'Haco. É baseado nos acontecimentos reais do massacre do McDonald's em San Ysidro perpetrado por James Huberty em 18 de Julho de 1984.

## Premissa
Harry é um mecânico que trabalha com automóveis e está passando por um divórcio complicado. Quando é demitido, ele começa a perder a sanidade e entra nu dentro de uma igreja. Harry é posteriormente internado em um hospital psiquiátrico. Após sua liberação, ele decide ficar em um hotel abandonado, onde começa a ter alucinações. À medida que sua vida se degenera cada vez mais, Harry começa a planejar um massacre a tiros em um restaurante fast food local.

## Elenco
- Raymond Elmendorf como Harry
- Pamela Baker como Dr. Johnson
- Navarre Perry como Ben Curtis
- Teresa Mae Allen como Elaine Curtis
- Jeff O'Haco como Animal
- Linda Dona como Bela Dama
- Herb Kronsberg como Walter Burns
- Murray Cruchley como Lou Cramer

## Lançamento
Quarta-feira Sangrenta foi filmado em 1985 (um ano após os eventos que o inspiraram) mas lançado em 8 de setembro de 1988, em VHS. Em 19 de abril de 2016, o filme foi finalmente lançado oficialmente em DVD nos Estados Unidos pela Film Chest. O lançamento em Blu-ray ainda não foi anunciado.
O filme teve pouca recepção crítica na época e hoje é tido como um clássico cult do filme B.

## Diferenças entre o massacre real e o filme
O nome do assassino no filme é Harry em vez de James Huberty.
Harry usa um simples revólver em vez de uma Browning HP usada por Huberty no incidente verídico e a Uzi usada no filme era totalmente automática, enquanto a Uzi real utilizada de Huberty era apenas semiautomática.
No caso real, James Huberty foi detido e morto por um atirador da SWAT, enquanto Harry foi morto a tiros por um cliente do restaurante.
O massacre real aconteceu em um restaurante McDonald's, enquanto o massacre do filme ocorreu em um café cujo nome não é mencionado.
O massacre real durou 77 minutos, enquanto o massacre do filme durou os cinco minutos finais de tela.
Cinco crianças (de 11 a 16 anos) foram mortos no massacre real, enquanto nenhuma criança é vista no filme.